# Картографи (настільна гра)
Картографи (англ. Cartographers) — ролл-енд-райт настільна гра, створена Джорді Аданом та видана у 2019 році компанією Thunderworks Games. Вона є частиною всесвіту Roll Player. У грі учасники намагаються замальовувати ландшафти, виходячи з відкритих карт, щоб здобути переможні очки відповідно до актуальних карт із літерами. Гра отримала схвальні відгуки та була номінована на премію Kennerspiel des Jahres. Також вона посіла друге місце після Parks у категорії «Найкраща сімейна гра» премії Board Game Quests Awards за 2019 рік. У 2020 році вийшов додаток для одиночної гри на мобільних пристроях. В Україні гра локалізована видавництвом Ігромаг.

## Ігровий процес
Мета гри полягає в тому, щоб заснувати оплот для королеви Гімнакс з Королівства Налос, повертаючи північні землі, захоплені Драгулом. Обраний регіон повинен відповідати кільком критеріям, зокрема забезпечувати природні укріплення та ресурси. Гравці виступають у ролі землемірів-розвідників, які вирушають до земель Драгулів у пошуках відповідного місця. Кожен гравець отримує олівець та однакову двосторонню мапу, заздалегідь домовляючись, який бік використати. Кількість гравців обмежується лише наявністю бланків для нотаток; у коробці їх 100.
Для підготовки до гри картки з літерами розкладаються по порядку, а картки підрахунку очок сортуються в колоди згідно з їхньою зворотною стороною, а потім тасуються. З кожної колоди береться по одній карті та випадково розкладається біля карток з літерами. Чотири картки пір року викладаються горілиць у висхідному порядку, починаючи з весни, а картки Засідки перемішуються та кладуться до колоди дослідницьких карток долілиць, з яких одну добирають і додають до колоди дослідження.
Гра триває чотири сезони, кожен складається з кількох ходів, а кожен хід ділиться на три фази. У фазі «Дослідження» верхня картка дослідницької колоди перевертається горілиць, розкриваючи одну чи більше фігур та типи місцевості. У фазі «Замальовування» гравці обирають відкриті типи ландшафтів чи фігури та наносять їх у довільній орієнтації на власну мапу. Якщо відкрита картка — це «Засідка», мапи передаються іншому гравцю, який наносить монстрів, зазначених на картці, на одну з порожніх клітин мапи долілиць, а потім повертає мапу власнику. Гравці, що не оточать ці клітини ландшафтом до кінця сезону, втратять переможні очки.:8
Під час завершальної фази «Перевірки», якщо це кінець сезону, гравці підраховують переможні очки на основі цілей, вказаних на відповідних картках із літерами, та втрачають по одному очку за кожну порожню клітинку поряд із монстром. Для початку наступного сезону колода Дослідників перетасовується.
Після закінчення четвертого сезону гра завершуються, а переможцем стає гравець із найбільшою кількістю переможних очок.

## Доповнення
Набір доповнень під назвою Cartographers Heroes був розроблений за допомогою краудфандингової кампанії на Kickstarter. Він додає нові картки Підрахунку та Засідок, які можна поєднувати з оригінальною грою, а також картки Дослідження. За одну партію використовується лише один набір карт Дослідження: або з оригінальної гри, або з доповнення.

## Відгуки
Девід МакМіллан у своєму огляді для Meeple Mountain зазначив, що гра «легко пояснюється та грається, а сам ігровий процес феноменальний». Гру також було номіновано на Kennerspiel des Jahres 2020 року, але вона програла картковій грі на взятки Екіпаж: Пошуки дев'ятої планети. Журі відзначило тактичність, зрозумілість без «надмірної складності механік» та високу реіграбельність завдяки «мінливому поєднанню королівських цілей». Цифрова версія також увійшла до списку найкращих настільних ігор 2020 року для мобільних пристроїв за версією Ars Technica.